# Natalie Zahle
Ida Charlotte Natalie Zahle, née le 11 juin 1827 et morte le 11 août 1913, est une pédagogue réformatrice danoise et pionnière de l'éducation des femmes. Elle fonde l'école Zahle en 1851.

## Biographie
Ses parents sont le vicaire de Roskilde Ernst Sophus Wilhelm Zahle (1797-1837) et sa femme, Vilhelmine Catharina Louise Böttger (1802-1837). Après la mort de ses parents en 1837, elle vit d'abord avec les parents de sa mère, puis comme enfant adoptive du professeur et zoologiste Daniel Frederik Eschricht (en) (1798-1863) et de son épouse. Elle fait ses études à l'école de filles Døtreskolen af 1791 (en) à Copenhague et subvient à ses besoins en travaillent en tant que gouvernante,.
En 1849, elle devient étudiante au nouveau séminaire d'enseignantes pour femmes Den højere Dannelsesanstalt for Damer (en). Gérée par Annestine Beyer (1795-1884), elle est la première école au Danemark à offrir aux femmes une formation académique professionnelle. Après avoir obtenu son diplôme de cette école en 1851, elle ouvre sa première école pour filles.

### Carrière
En 1852, elle fonde l'école Zahle ( N. Zahles Skole ) qui devient un établissement d’enseignement pionnier célèbre. Connue comme une personne bien organisée, elle fait passer l'école de 25 élèves en 1852 à 200 en 1862 et est connue pour sa sélection des enseignants. De nombreuses personnalités célèbres y sont professeurs ou étudiants. Employant à la fois des enseignantes formellement sans instruction et des enseignants masculins instruits, elle combine l'idée de la mère comme enseignante la plus importante et de l'école comme foyer, avec les idées modernes d'enseignants académiquement mérités et de l'école comme institution d'éducation disciplinée et est considérée comme ayant formé un bon équilibre entre ces deux idées dominantes contemporaines contradictoires, ce qui est considéré comme un grand succès. Elle combine également l'idée traditionnelle selon laquelle les femmes doivent avant tout être éduquées pour devenir des atouts accomplis par une éducation artistique, avec l'idée progressiste que, tout comme les hommes, elles doivent être éduquées pour devenir des professionnelles actives, travailleuses, créatives et volontaires.
Sa façon de créer une combinaison équilibrée de valeurs traditionnelles et progressistes s’appelle la double stratégie. C'est également le cas de sa position sur d'autres questions concernant les femmes. Elle refuse de choisir entre le féminisme de différence et le féminisme d’égalité et insiste sur les deux en parallèle. De nombreuses femmes pionnières dans divers domaines et militantes des droits des femmes, notamment Anna Hude, Ida Falbe-Hansen (en), Lis Jacobsen, Ingrid Jespersen (en), Erna Juel-Hansen (en) et Theodora Lang (en), sont d'anciennes étudiantes.
Zahle est considérée comme une pionnière au sein du mouvement des femmes, même si elle ne s'est jamais engagée elle-même dans un quelconque militantisme public en faveur des droits des femmes en dehors de ses travaux éducatifs. Jusque vers 1900, le gouvernement danois ne s'implique pas beaucoup dans l'éducation des femmes et Natalie Zahle est une grande innovatrice dans la réforme de l'éducation des femmes au Danemark au cours du xixe siècle. Dans son école, les filles se voient offrir un enseignement primaire lorsqu'elles sont enfants, puis passent à l'enseignement secondaire pour se préparer aux études universitaires (devenues accessibles en 1875), pour suivre des cours gratuits ou une formation d'enseignante. Elle crée une école pour enseignantes en 1851, une école primaire pour enfants en 1852, des cours gratuits en 1861, une éducation physique en 1864, une école de musique en 1869, un Gymnasium (nécessaire après l'ouverture des universités aux femmes au Danemark en 1875) en 1877, administre le Studentereksamen (en tant que première école de filles au Danemark) à partir de 1885, les soins de santé en 1880, l'école domestique en 1882 et un séminaire gouvernemental en 1894.

## Distinctions

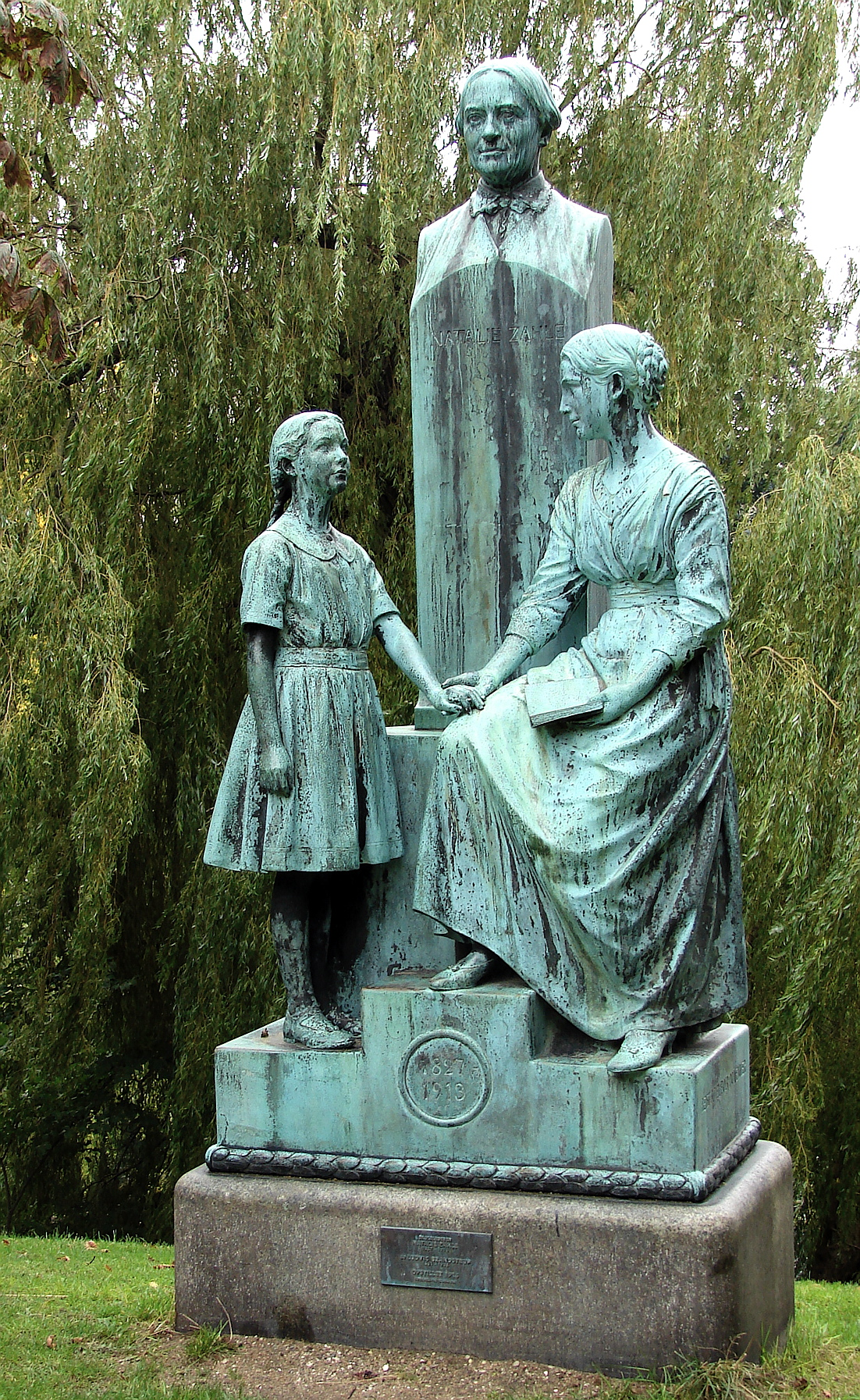
Mémorial Natalie Zahle au parc Ørsted à Copenhague.

Elle reçoit la Médaille du mérite en or (Fortjenstmedaljen i guld) en 1891.
Le Mémorial Natalie Zahle est situé dans le parc Ørsted à Copenhague, à proximité de l'école qu'elle a fondée en 1862. Il s'agit d'une statue en bronze et en granit conçue par le sculpteur danois Ludvig Brandstrup (1861-1935) et érigée en 1916,.
En 2022, le studio d'architecture BIG inclut Natalie Zahle dans son installation rendant hommage à 50 grandes femmes danoises à Copenhague pour commémorer les 50 ans de règne de Margrethe II.